# Castlevania: Judgment
Castlevania: Judgement (悪魔城ドラキュラ ジャッジメント Akumajō Dorakyura Jajjimento Bokstavligen: Akumajō Dracula Judgment) är ett Nintendo Wii-spel i företaget Konamis välkända Castlevania-serie som släpptes i november 2008. Spelet drar nytta av anslutningen mellan DS till Wii med Castlevania: Order of Ecclesia, som kommer att låsa upp innehåll till båda spelen. Spelet kommer att vara Castlevania-seriens första fightingspel.

## Handling
Det finns handling kring varje figur.

## Figurer
De figurer som är med i spelet är Simon Belmont, Dracula, Alucard, Shanoa, Maria Renard, Grant, Eric, Sypha, Trevor, Golem, Death, Cornell, Carmilla och Aeon.

### Fotnoter
1. ↑  ”Konami Digital Entertainment GmbH brings its legendary Castlevania series to Nintendo Wii in all-new action guise.”. Voltage PR. 9 juli 2008. Arkiverad från originalet den 31 december 2013. https://web.archive.org/web/20131231082117/http://www.voltagepr.com/product.asp?i=1048. Läst 7 juni 2014.
2. ↑  ”Release date at IGN”. IGN. 31 juli 2008. Arkiverad från originalet den 13 mars 2012. https://web.archive.org/web/20120313131615/http://wii.ign.com/objects/142/14262760.html. Läst 7 juni 2014.